# Coleco Telstar
Coleco Telstar var en av de första spelkonsolerna. Telstar tillverkades av Coleco och började säljas 1976. Den var i originalutförande en Pong-klon baserad på General Instruments AY-3-8500-chip, men den tillverkades sedan i många olika varianter med nya speltyper.

## Varianter på Coleco Telstar
Då enheten inte var spelkassettbaserad som senare konsoler i regel var, skapade Coleco nya enheter för nya spel. Konsolvarianterna innehöll dock alltid fler än ett spel, och olika konsoler gav möjlighet att utforma kontroller och andra inenheter specifikt till varje enhet.
- Telstar - Modell 6040, 1976, tre pong-varianter, hockey, handboll, tennis.
- Telstar Deluxe - 1977, kallades även Video World of Sports, samma som Telstar men med en snygg träpanel, skapad för den kanadensiska marknaden med fransk och engelsk textning.
- Telstar Classic - Modell 6045, 1976, samma som den vanliga Telstar men med ett något annorlunda utseende.
- Telstar Ranger - Modell 6046, 1977, innehöll fyra pong-spel, hockey, handboll, tennis och jai alai, samt fyra pistolspel kallade target och skeet. Modellen levererades med ljuspistol utöver spelkontrollerna.
- Telstar Alpha - Modell 6030, 1977, fyra pongspel, korrigerade spelkontroller.
- Telstar Colormatic - Modell 6130, 1977, samma som Telstar Alpha, men med grafik i färg och ett nytt chip från General Instrument.
- Telstar Regent - Modell 6036, 1977, samma som Telstar Colormatic men utan färggrafik.
- Telstar Sportsman - 1978, som Colormatic men med ljuspistol.
- Telstar Combat - Modell 6065, 1977, fyra variationer av "Tank", fyra joystick (två per spelare) och använder General Instruments AY-3-8700-spelchip.
- Telstar Colortron - Modell 6135, 1978, fyra pongspel i färg och ljud.
- Telstar Marksman - Modell 6136, 1978, fyra pongspel och två pistolspel i färg. Ljuspistolen är något större än på de tidigare varianterna.
- Telstar Galaxy - Förändringar på inenheterna, och använder AY-3-8700-chippet.
- Telstar Gemini - 1978, fyra flipperspel och två pistolspel, alla i färg. Två flipperknappar fanns på spelenheten.
- Telstar Arcade - Spelkassettbaserad enhet.

Då spelare började tröttna på Pongmaskiner (första Spelkraschen) gick Coleco nästan i konkurs 1980.